# Blang Karieng
Blang Karieng is een bestuurslaag in het regentschap Aceh Utara van de provincie Atjeh, Indonesië. Blang Karieng telt 1100 inwoners (volkstelling 2010).